# Д̌
Д̌, д̌ (Д с гачеком) — буква расширенной кириллицы, используемая в памирских языках.

## Использование
Используется в кириллических алфавитах для шугнанского (Таджикистан, 1996), ваханского (Таджикистан, 1989), рушанского (ИПБ, 2001) и язгулямского (ИПБ, 2001) языков. Во всех этих языках обозначает звук [ð]. В латинских вариантах алфавитов и иранистической транскрипции ей соответствует ẟ.

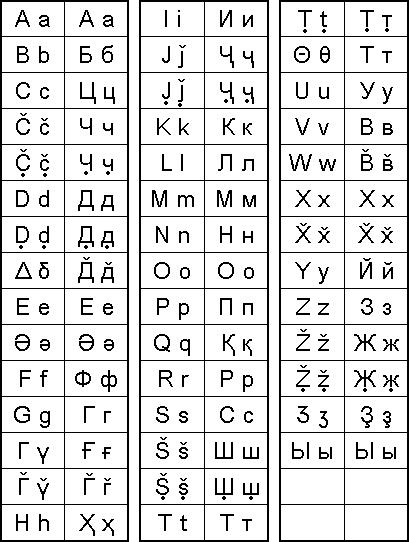
Ваханские алфавиты — латинский и кириллический